# Hans Kramer

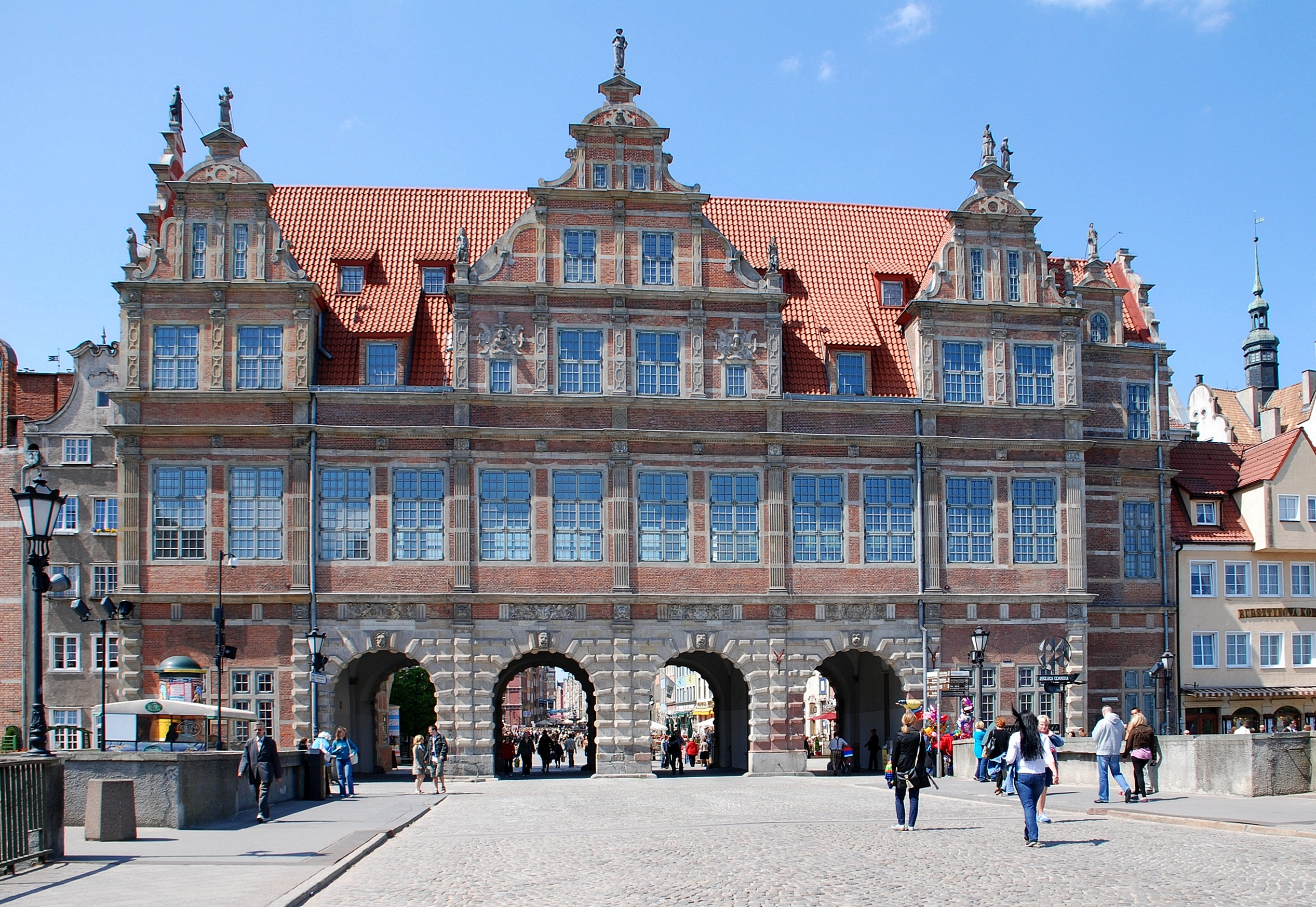
Brama Zielona w Gdańsku

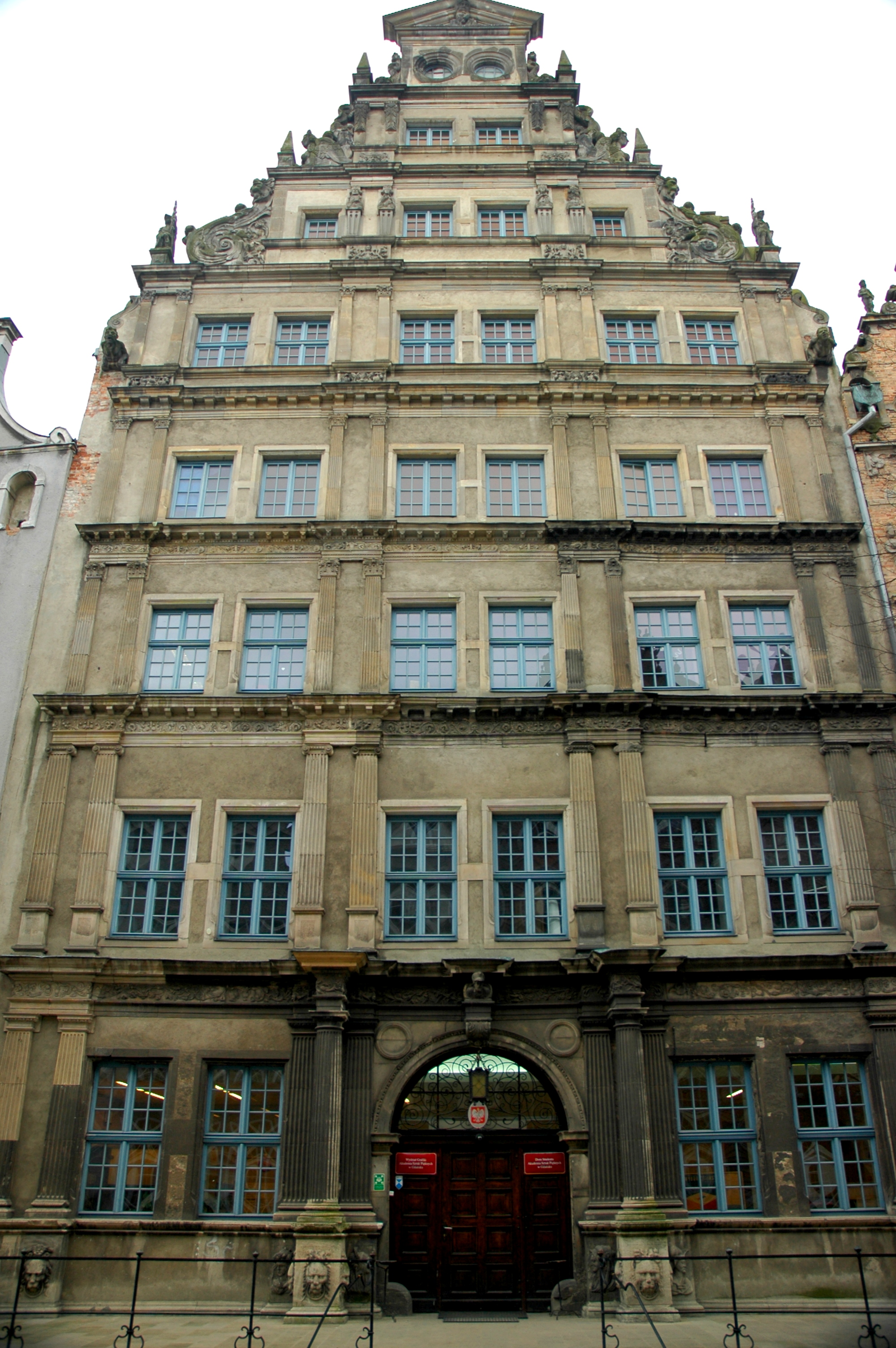
Dom Angielski w Gdańsku

Hans Kramer (zm. 1577 w Wisłoujściu koło Gdańska) – niemiecki architekt i fortyfikator, działający w Dreźnie i Gdańsku, reprezentant renesansu.

## Życiorys
W latach 1554–1565 był nadwornym kamieniarzem na dworze elektora saskiego w Dreźnie. Zastąpił na tym stanowisku prawdopodobnie swojego ojca, Bastiana, działającego w latach 1527–1553. Uczestniczył w przebudowie zamku drezdeńskiego (do 1556) i wzniósł 1554–1555 kaplicę zamkową w stylu włoskiego renesansu. W następnych latach przebudowywał stary kościół Mariacki w Dreźnie i zamek w Wittenberdze, a także wykonywał mniejsze prace przy ratuszu w Torgau. W 1561 prowadził przygotowawcze prace montażowe dla ustawienia pomnika księcia Maurycego w katedrze we Freibergu.
Rozgłos, jaki uzyskał w Saksonii, pozwolił mu ubiegać się o stanowisko budowniczego miejskiego w Gdańsku. 12 maja 1565 został zaangażowany i zobowiązany do prowadzenia na terenie miasta wszelkich prac z zakresu architektury, inżynierii i robót fortyfikacyjnych, łącznie z prawem wykonywania zamówień prywatnych obywateli gdańskich. Pierwszym zadaniem w Gdańsku była budowa Bramy Zielonej (do 1568), rozpoczęta przez Regniera z Amsterdamu. W następnych latach Kramer wzniósł trzy wyróżniające się kamienice mieszczańskie: 1568–1570 dom Dirka Lylge (zwany później Domem Angielskim) przy ul. Chlebnickiej 16, w 1569 tzw. Lwi Zamek przy ul. Długiej 35 i ok. 1573 dom Kaspara Göbla przy Długim Targu 39 (przebudowany w XVIII wieku). Równolegle prowadził prace fortyfikacyjne: 1571–1576 zbudował Bastion Karowy, a w 1573 wał ziemny między tym bastionem a Bastionem św. Elżbiety, z pozostawieniem miejsca na Bramę Wyżynną. W latach 1574–1576 wybudował wewnętrzną część tej bramy, z rozdwojeniem przejazdu omijającego budynek Katowni. Prawdopodobnie nadzorował też prowadzone od 1573 prace przy fortyfikacjach Wisłoujścia. Latem 1577 zginął na wałach tej twierdzy podczas oblężenia przez wojska Stefana Batorego.
Był jednym z najwybitniejszych architektów w dziejach Gdańska, pozostawił po sobie kilka budowli w stylu dojrzałego renesansu, z widocznymi już wpływami niderlandzkiego manieryzmu.